# 2005年パリ郊外暴動事件

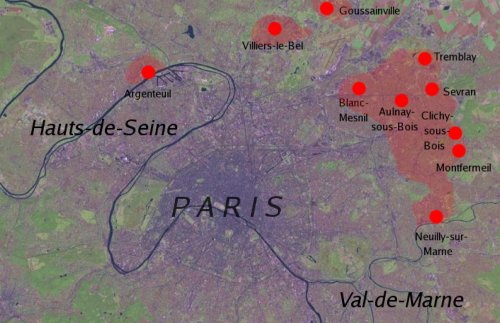
11月4日のパリ周辺の暴動地域

2005年パリ郊外暴動事件（2005ねんパリこうがいぼうどうじけん）とは、2005年10月27日にフランス・パリ郊外で北アフリカ出身の3人の若者が警察に追われ逃げ込んだ変電所で感電し、死傷したことをきっかけにフランスの若者たちが起こした暴動。最終的にフランス全土の都市郊外へ拡大した。

## 事件の発端
10月27日夜にパリの東に位置するセーヌ＝サン＝ドニ県クリシー＝ス＝ボワにおいて、強盗事件を捜査していた警官が北アフリカ出身の若者3人を追跡したところ、逃げ込んだ変電所において若者2人が感電死し、1人が重傷を負った。この事件をきっかけに、同夜、数十人の若者が消防や警察に投石したり、車に放火するなどして暴動へと拡大した。警官隊の撃った催涙弾がモスクに転がり込んだことも火に油を注ぎ、大騒動となった。

## 背景
発端となる事件の起きたクリシー＝ス＝ボワなどフランス語で「バンリュー」と呼ばれる郊外部は貧困層の住む団地が多くスラム化しており、失業、差別、将来への絶望など積もり積もった不満が一気に噴出したものとみられている。これらの地域では犯罪が多発しており、機動隊の導入など強硬な治安対策がとられていたが、これによって若者たちとの緊張も高まっていた。
当時フランスの若年層（18～24歳）の失業率は23.1%、移民人口は431万人(1999年国勢調査)。移民の多い地区では、失業率は全国平均よりも高く、40％に達する地区もあった。

## 経過
- 10月27日 - 18時頃 若者2人が感電死。22時頃、「警察が追い込んだ」として放火などの暴動が始まる。
- 10月30日 - セーヌ＝サン＝ドニ県の暴動鎮圧のため、警察がモスクに催涙弾を投げ込む。
- 10月31日 - ニコラ・サルコジ内相は「寛容ゼロ政策」を表明。
- 11月1日 - ドミニク・ド・ビルパン首相は感電事件の遺族を首相府に招き、事件の調査を約束。
- 11月3日夜-4日、9夜連続。パリ郊外で、ルノーの自動車販売店やバス車庫が燃やされた。
- 11月5日 - パリ郊外に警官2,300人を配備し、暴力抑止をはかった。しかし、効果はほとんど無く、車が燃やされている。報道に煽られて交番や消防署など「権威の象徴」とされる施設に限らず、学校や保育園、コンビニ店など手当たり次第に放火する行為が拡大している。
- 11月5日夜 - 10夜連続。パリ市内に波及、レピュブリック広場などで車上放火。
- 11月6日 - ジャック・シラク大統領は緊急会議を開催、取締りの強化・徹底を発表。4日前に暴徒に襲われ昏睡状態であった男性が亡くなった。仏イスラム教団連盟（UOIF）は、暴力を諌める宗教令（ファトワー）を発表した。
- 11月6日夜 - 11夜連続。全国で新たに1,408台の車が放火された。最悪の記録を更新している。同夜には395人が拘束され、暴徒との衝突で警察官34人が負傷した。
- 11月7日 - ビルパン首相、夜間外出禁止令の権限を首長に与えることを表明。ランシー市において18歳未満の夜間外出禁止令が出た。
- 11月7日夜 - 12夜連続。全国で1,073台の車が燃やされた。330人が逮捕された。
- 11月8日 - 政府は、危機管理のための臨時閣議を開き、12日間非常事態宣言を宣言。県知事に夜間外出禁止のアレテを発する権限を付与するデクレを発布した。しかし、その効果について各界から疑問の声が上がっており、現実に事態の変化がみられていない。閣議では秩序の回復を呼びかけることを確認した。
- 11月8日夜-9日、13夜連続。617台の車が燃やされ、全国で新たに280人が逮捕された。非常事態宣言は、北部ソンム県、中部ロワレ県、パリ近郊のエソンヌ県などで夜間外出禁止令が出され、25県に発令されたか発令される可能性があるという。
- 11月9日夜-10日、14夜連続で放火があった。放火された車は481台、拘束された者は203人。仏南東部アルプ＝マリティーム県、北部ソンム県、セーヌ＝マリティーム県、ウール県、中北部ロワレ県の5県が夜間外出禁止令を発令した。暴動が始まったセーヌ＝サン＝ドニ県では、騒動が減少の傾向にあるため発令は見送られた。
- 11月10日夜-11日、15夜連続。全国で車両463台が放火され、201人が拘束された。前夜より少し減少してきた。インターネット上や携帯電話でのメールで暴動が呼びかけられているという噂が広がっている。
- 11月11日夜-12日、16夜連続。車380台が燃やされ、162人が拘束された。インターネット上で暴動が呼びかけられているとして12-13日、パリでの集会を禁止。3000人の厳戒態勢。
- 11月12日、仏第三の大都市、中部のリヨン市の中心部で、大都市部ではじめて若者グループと警官隊の衝突が発生した。南西部のトゥールーズ市でも車が焼かれた。ローヌ県、仏南西部のランド県で新たに夜間外出禁止令が出された。同禁止令が出されたのはこれで7県になった。一方、セーヌ＝サン＝ドニ県、トゥールーズ市、ノール県などで平穏を訴える住民や諸団体のデモが行われた。パリ市内では、拘束された移民の国外追放方針を批判する人権団体主催の集会が開かれた。
- 11月12日夜-13日、17夜連続。全国で車315台が燃やされ、161人が拘束された。
- 11月13日夜-14日、18夜連続。全国で燃やされた車は、280台、115人が拘束された。一時、300自治体に広がった騒動も20-30自治体に減少し、徐々に収束しているとみられている。
- 11月14日 - 政府は、緊急閣議で非常事態法の適用を3ヶ月延長する案を決定した。暴動が起こってから、はじめてシラク大統領が国民に向かってテレビで、新しい制度を創設することや雇用での差別をなくすことを演説した。
- 11月14日夜-15日、19夜連続。少なくとも250台の車が放火され、71人が拘束された。
- 11月15日、国民議会（下院）は非常事態法の適用期間を三ヶ月延長する政府提案を与党の賛成で可決した。フランス社会党などの野党は批判的である。
- 11月16日夜-17日、20夜連続。焼き討ちにあった車は98台。通常時の平均値にほぼ一致する数という。
- 11月17日、仏国家警察総局は、暴動がフランス全土で平常に戻ったとの見解を明らかにした。

## 波及した地域
- イル・ド・フランス地域圏

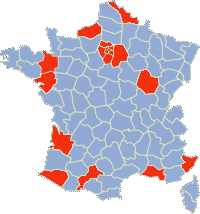
11月5日までの全国の暴動地域

  - パリ・セーヌ＝サン＝ドニ県・イヴリーヌ県・セーヌ＝エ＝マルヌ県・ヴァル＝ド＝マルヌ県・エソンヌ県・オー＝ド＝セーヌ県・ヴァル＝ドワーズ県
- その他地域
  - エーヌ県・アルプ＝マリティーム県・バ＝ラン県・ローヌ＝アルプ県など

2005年パリ郊外暴動には白人も多数参加しており、移民系住民のほとんどいない地域でも暴動が起こった。

### ベルリン
7日の未明、ドイツの首都ベルリンで、トルコ人をはじめとした移民労働者らが多数暮らす貧困地区で車5台が放火される事件があった。5日から6日の未明にかけて、北部のブレーメンでも車数台と使用されていない建物への放火があった。警察当局は、フランスで起きた暴動に触発された可能性があるとみて捜査している。
8日夜、西部のケルンで車4台が放火された。
9日未明、ベルリンの貧困地区で車6台とバイク1台が放火された。

### ベルギー
フランスの北東部で国境を接するベルギーの首都ブリュッセルなどでの暴動は、3夜連続で起きており、8日夜には、約10台の車に放火された。被害は北西部のヘントや北部のアントウェルペンにも広がった。

## 論点

### 移民
フランスは、1960年代ころ高度経済成長を支える労働力として、100万人を超える移民を導入した。
彼らは、都市郊外にある中･低所得者向け公営集合住宅（HLM）などに多く住む。その2世・3世にあたる若者が、この暴動へ多数加わったとされる。
フランスの国籍法は変遷を経て出生地主義的になっており、移民の子孫はフランス国籍をもつ。しかし、貧困、高等教育の機会、就職差別などをめぐって不満が鬱積している。

## 事後処理
損害の負担について、フランス政府と保険会社の間で擦り合いがあった。双方に認識の違いもみられる。

## 文献
- 山本三春『フランス　ジュネスの反乱　主張し行動する若者たち』大月書店、2008年6月、ISBN 4-272-33054-3（前半部に詳細なルポあり）